# Bobowo (gmina)
La gmina de Bobowo est une commune rurale de la voïvodie de Poméranie et du powiat de Starogard. Elle s'étend sur 51,67 km² et compte 3176 habitants en 2021. Son siège est le village de Bobowo qui se situe à environ 10 kilomètres au sud de Starogard Gdański et à 54 kilomètres au sud de Gdansk, la capitale régionale.

## Villages
La gmina de Bobowo comprend notamment les villages de Grabowiec, Grabowo Bobowskie, Jabłówko, Kachmanowo, Mysinek, Rusek, Smoląg, Urbanowo et Wysoka.

## Gminy voisines
La gmina de Bobowo est voisine des gminy de Lubichowo, Morzeszczyn, Pelplin, Skórcz et Starogard Gdański.